# Ruta F-90
Es un Ramal de la Autovía Litoral Central que abarca la Región de Valparaíso en el Valle Central de Chile. El Ramal se inicia en Casablanca y finaliza en Algarrobo.

## Ramal Autovía Litoral Central

### Sectores del Ramal
- Casablanca·Algarrobo 33 km de calzada simple.

### Enlaces
- Autopista del Pacífico
- kilómetro 0 Autopista del Pacífico
- kilómetro 3 Casablanca
- kilómetro 9 Orrego
- kilómetro 29 Enlace Mirasol Ruta F-832
- kilómetro 29.5 Enlace Ruta F-94 San Antonio
- kilómetro 30 Condominio Pinares Norte
- kilómetro 33 Algarrobo
- Ramal Algarrobo-Cartagena-San Antonio

## Puntos históricos
El enlace de Orrego  conforma el antiguo Camino inca de la Costa  ( Camino de los Polleros del Collasuyo  , que enlazaba los Mitimaes de Quillota con el de Talagante . 
- Datos: Q6113977